# San Martin, Kalifornien
San Martin är en ort (CDP) i Santa Clara County, i delstaten Kalifornien, USA. Enligt United States Census Bureau har orten en folkmängd på 7 027 invånare (2010) och en landarea på 30 km².